# Thanasi Kokkinakis
Athanasios „Thanasi“ Kokkinakis (* 10. April 1996 in Adelaide, South Australia) ist ein australischer Tennisspieler.

## Kindheit und Jugend
Thanasis Kokkinakis wurde 1996 in der südaustralischen Metropole Adelaide geboren. Er ist der Sohn griechischer Eltern, die beide von der Peloponnes stammen. Kokkinakis’ Vater Trevor kommt ursprünglich aus Kalamata, seine Mutter Paraskevi ist aus Tripoli.

## Karriere
Thanasi Kokkinakis begann im Alter von acht Jahren mit dem Tennisspielen. Auf dem ITF Men’s Circuit konnte er bisher noch keinen Einzeltitel erringen. Beim Hopman Cup 2013 war er in drei Partien als Ersatzspieler für John Isner und Tommy Haas im Einsatz. Bei den Australian Open 2013 trat er dank einer Wildcard im Herrendoppel mit Nick Kyrgios an. Sie schieden bei ihrem Grand-Slam-Debüt in der ersten Runde aus. In der Junioren-Einzelkonkurrenz standen sich Thanasi Kokkinakis und Doppelpartner Kyrgios im Finale gegenüber, das Kyrgios mit 7:64 und 6:3 gewann. An der Seite von Kyrgios gewann er im Juni 2013 die Doppelkonkurrenz der Junioren in Wimbledon.
Bei den Australian Open 2014 nahm er erstmals in der Einzelkonkurrenz eines Grand-Slam-Turnieres teil und überstand mit einer Wildcard dabei die erste Runde des Hauptfeldes nach einem Viersatz-Sieg gegen Igor Sijsling. In der zweiten Runde traf er bereits auf den topgesetzten Rafael Nadal, gegen den er deutlich in drei Sätzen unterlag. Bei den French Open 2014 scheiterte er in der Qualifikationsrunde und bei den US Open 2014 musste er sich in der zweiten Runde der Qualifikation geschlagen geben. Sein bestes Abschneiden war bislang der Einzug in die dritte Runde bei den French Open 2015. Fast das gesamte Jahr 2016 musste Kokkinakis wegen verschiedenen Verletzungen pausieren, sodass er im Folgejahr bei einigen Turnieren mit einem Protected Ranking antreten konnte. 2017 gewann er mit Jordan Thompson die Doppelkonkurrenz in Brisbane. Sein erstes Einzelfinale erreichte er im August desselben Jahres in Los Cabos, wo er Sam Querrey unterlag.
2014 wurde Thanasi Kokkinakis erstmals für die australische Davis-Cup-Mannschaft nominiert. Er gab sein Debüt in der ersten Runde gegen Frankreich.
Im Januar 2022 gewann Kokkinakis gemeinsam mit Nick Kyrgios den Doppelbewerb der Australian Open. Die beiden waren mit einer Wildcard ins Turnier gestartet und besiegten im Finale Max Purcell und Matthew Ebden mit 7:5 und 6:4, womit sie ihren ersten Grand-Slam-Titel gewannen. Im darauffolgenden Jahr musste Kokkinakis seinen Antritt im Doppelbewerb der Australian Open wegen einer Knieverletzung seines Partners Nick Kyrgios kurzfristig absagen. Im Einzelbewerb der Australien Open 2023 schied Kokkinakis in der dritten Runde gegen Andy Murray aus. Mit einer Spielzeit von 5:45 Stunden war es das zweitlängste Match in der Geschichte der Australian Open.

## Erfolge
| Legende (Anzahl der Siege)  |
| Grand Slam (1)              |
| ATP World Tour Finals       |
| ATP World Tour Masters 1000 |
| ATP World Tour 500          |
| ATP World Tour 250 (3)      |
| ATP Challenger Tour (10)    |

| ATP-Titel nach Belag |
| Hartplatz (4)        |
| Sand (0)             |
| Rasen (0)            |

### Einzel

#### Turniersiege

##### ATP Tour
| Nr. | Datum           | Turnier  | Belag     | Finalgegner        | Ergebnis        |
| --- | --------------- | -------- | --------- | ------------------ | --------------- |
| 1.  | 15. Januar 2022 | Adelaide | Hartplatz | Arthur Rinderknech | 6:76, 7:65, 6:3 |

##### ATP Challenger Tour
| Nr. | Datum            | Turnier   | Belag     | Finalgegner        | Ergebnis       |
| --- | ---------------- | --------- | --------- | ------------------ | -------------- |
| 1.  | 17. Mai 2015     | Bordeaux  | Sand      | Thiemo de Bakker   | 6:4, 1:6, 7:65 |
| 2.  | 12. August 2018  | Aptos     | Hartplatz | Lloyd Harris       | 6:2, 6:3       |
| 3.  | 28. Oktober 2018 | Las Vegas | Hartplatz | Blaž Rola          | 6:4, 6:4       |
| 4.  | 22. Mai 2021     | Biella    | Sand      | Enzo Couacaud      | 6:3, 6:4       |
| 5.  | 19. Februar 2023 | Manama    | Hartplatz | Abedallah Shelbayh | 6:1, 6:4       |
| 6.  | 14. April 2024   | Sarasota  | Sand      | Zizou Bergs        | 6:3, 1:6, 6:0  |
| 7.  | 3. November 2024 | Sydney    | Hartplatz | Rinky Hijikata     | 6:1, 6:1       |

#### Finalteilnahmen
| Nr. | Datum          | Turnier   | Belag     | Finalgegner | Ergebnis      |
| --- | -------------- | --------- | --------- | ----------- | ------------- |
| 1.  | 6. August 2017 | Los Cabos | Hartplatz | Sam Querrey | 3:6, 6:3, 2:6 |

### Doppel

#### Turniersiege

##### ATP World Tour
| Nr. | Datum           | Turnier         | Belag     | Partner         | Finalgegner               | Ergebnis  |
| --- | --------------- | --------------- | --------- | --------------- | ------------------------- | --------- |
| 1.  | 8. Januar 2017  | Brisbane        | Hartplatz | Jordan Thompson | Gilles Müller Sam Querrey | 7:67, 6:4 |
| 2.  | 29. Januar 2022 | Australian Open | Hartplatz | Nick Kyrgios    | Matthew Ebden Max Purcell | 7:5, 6:4  |
| 3.  | 31. Juli 2022   | Atlanta         | Hartplatz | Nick Kyrgios    | Jason Kubler John Peers   | 7:64, 7:5 |

##### ATP Challenger Tour
| Nr. | Datum            | Turnier   | Belag     | Partner           | Finalgegner                  | Ergebnis         |
| --- | ---------------- | --------- | --------- | ----------------- | ---------------------------- | ---------------- |
| 1.  | 26. Oktober 2013 | Melbourne | Hartplatz | Benjamin Mitchell | Alex Bolt Andrew Whittington | 6:3, 6:2         |
| 2.  | 5. Juli 2014     | Winnetka  | Hartplatz | Denis Kudla       | Evan King Raymond Sarmiento  | 6:2, 7:64        |
| 3.  | 12. August 2018  | Aptos     | Hartplatz | Matt Reid         | Jonny O’Mara Joe Salisbury   | 6:2, 4:6, [10:8] |

#### Finalteilnahmen
| Nr. | Datum          | Turnier   | Belag     | Partner      | Finalgegner                               | Ergebnis |
| --- | -------------- | --------- | --------- | ------------ | ----------------------------------------- | -------- |
| 1.  | 5. August 2018 | Los Cabos | Hartplatz | Taylor Fritz | Marcelo Arévalo Miguel Ángel Reyes Varela | 4:6, 4:6 |

## Abschneiden bei Grand-Slam-Turnieren

### Herreneinzel
| Turnier         | 2013 | 2014 | 2015 | 2016 | 2017 | 2018 | 2019 | 2020 | 2021 | 2022 | 2023 | 2024 | 2025 | Karriere |
| --------------- | ---- | ---- | ---- | ---- | ---- | ---- | ---- | ---- | ---- | ---- | ---- | ---- | ---- | -------- |
| Australian Open | Q1   | 2    | 2    | —    | —    | 1    | 1    | —    | 2    | 1    | 2    | 2    | 2    | 2        |
| French Open     | —    | Q3   | 3    | —    | 1    | Q2   | —    | —    | Q1   | 1    | 3    | 3    | —    | 3        |
| Wimbledon       | —    | —    | 1    | —    | 1    | Q3   | —    |      | Q1   | 2    | Q1   | 2    | —    | 2        |
| US Open         | —    | Q2   | 1    | —    | 1    | Q2   | 2    | —    | Q2   | 1    | 1    | 2    |      | 2        |

Zeichenerklärung: S = Turniersieg; F, HF, VF, AF = Einzug ins Finale / Halbfinale / Viertelfinale / Achtelfinale; 1, 2, 3 = Ausscheiden in der 1. / 2. / 3. Hauptrunde; Q1, Q2, Q3 = Ausscheiden in der 1. / 2. / 3. Qualifikationsrunde; nicht ausgetragen

### Herrendoppel
| Turnier         | 2013 | 2014 | 2015 | 2016 | 2017 | 2018 | 2019 | 2020 | 2021 | 2022 | 2023 | 2024 | 2025 | Karriere |
| --------------- | ---- | ---- | ---- | ---- | ---- | ---- | ---- | ---- | ---- | ---- | ---- | ---- | ---- | -------- |
| Australian Open | 1    | 1    | 1    | —    | —    | 1    | —    | —    | 2    | S    | —    | 1    | 1    | S        |
| French Open     | —    | —    | 2    | —    | —    | —    | —    | —    | —    | AF   | 1    | —    | —    | AF       |
| Wimbledon       | —    | —    | AF   | —    | 2    | —    | —    |      | —    | —    | —    | —    | —    | AF       |
| US Open         | —    | —    | —    | —    | —    | —    | —    | —    | —    | AF   | AF   | 1    |      | AF       |

### Mixed
| Turnier         | 2014 | 2015 | 2016 | 2017 | 2018 | 2019 | 2020 | 2021 | 2022 | Karriere |
| --------------- | ---- | ---- | ---- | ---- | ---- | ---- | ---- | ---- | ---- | -------- |
| Australian Open | 1    | —    | —    | —    | —    | —    | —    | —    | —    | 1        |
| French Open     | —    | —    | —    | —    | —    | —    |      | —    | —    | —        |
| Wimbledon       | —    | —    | —    | —    | 1    | —    |      | —    | 1    | 1        |
| US Open         | —    | —    | —    | —    | —    | —    |      | —    | 1    | 1        |

### Junioreneinzel
| Turnier         | 2011 | 2012 | 2013 | Karriere |
| --------------- | ---- | ---- | ---- | -------- |
| Australian Open | 1    | 1    | F    | F        |
| French Open     | —    | —    | —    | —        |
| Wimbledon       | —    | —    | AF   | AF       |
| US Open         | —    | —    | F    | F        |

### Juniorendoppel
| Turnier         | 2011 | 2012 | 2013 | Karriere |
| --------------- | ---- | ---- | ---- | -------- |
| Australian Open | 1    | 1    | VF   | VF       |
| French Open     | —    | —    | —    | —        |
| Wimbledon       | —    | —    | S    | S        |
| US Open         | —    | —    | VF   | VF       |